# 한명숙
한명숙(韓明淑, 1944년 4월 16일~)은 대한민국의 제37대 국무총리이다. 정계 입문 이전에는 여성운동가로 활동하였고 정계 입문 이후에는 제8대 환경부 장관, 초대 여성부 장관을 역임하였다. 본관은 청주이며 평양 출생이다.
1944년 평양에서 태어나 박성준(성공회대학교 NGO대학원 평화학 겸임교수)과 결혼하였다. 여성 사회 간사를 맡았던 크리스천 아카데미에서 활동하다 1979년 불온서적 탐독과 용공단체 조직 혐의로 반공법 위반으로 구속되어 서울형사지방법원 항소8부(재판장 안우만)에서 징역 2년 6월 및 자격정지 2년 6월을 선고받았다.
김대중 집권 이후 16대 국회 비례대표로 정계에 입문했고, 여성부 초대장관을 역임했다. 2003년 참여정부 출범과 함께 환경부 장관을 맡았다. 2006년 3월 15일 이해찬 총리가 사임함에 따라 3월 24일 참여정부의 세 번째 총리에 지명되었다. 2006년 4월 19일 대한민국 국회의 총리임명 동의안이 가결되어 대한민국 최초의 여성 국무총리가 되었다. 현재까지도 한명숙은 대한민국에서 국무총리를 역임한 유일한 인물이다, 2007년 3월 7일 총리직을 사임하였다.
2007년 6월 18일, 2007년 12월에 있을 제17대 대통령 선거 출마를 공식 선언하면서 대통합민주신당의 후보로 올랐다. 그러나 9월 14일 이해찬 후보에 대한 지지를 선언하며 후보단일화를 위해 경선에 불참했다. 2008년 18대 총선에서는 경기도 고양시 일산동구에 출마했으나 백성운에게 패하여 낙선했다.
2009년에는 제16대 대통령 노무현 국민장의 공동장의위원으로서 영결식에서 조사를 낭독했다. 2010년 6월 지방선거에 민주당 서울시장 후보로 출마했으나, 오세훈 후보에게 패하여 낙선했다. 2012년 1월 16일 민주통합당 초대 대표에 선출되어 활동하였으나, 2012년 총선에 공천 실패로 사퇴했다.
곽영욱 전 대한통운 사장에게 인사청탁으로 5만 달러를 받았다는 뇌물죄 혐의로 기소되었으나, 2013년 3월 대법원에서 무죄 판결을 받았다.
한명숙은 2007년 3~8월 세 차례에 걸쳐 한만호 전 한신건영 대표에게서 불법 정치자금 9억여 원을 받은 혐의로 2010년 7월 불구속 기소됐다. 2011년 10월 31일, 1심에서 무죄를 선고받았으나, 다시 검찰이 항소하여 2013년 9월 16일, 2심에서는 징역 2년과 추징금 8억8천여만원을 선고받았다.
2015년 8월 20일 대법원 전원합의체는 9억여 원의 불법 정치자금을 받은 혐의로 재판에 넘겨진 한명숙에게 징역 2년과 추징금 8억 8천만 원을 선고한 원심을 확정했다. 대법원은 한만호 전 대표가 검찰 조사 당시 한 진술을 믿을 수 있다고 본 원심이 정당하다고 봤다. 한 전 대표가 1차 자금을 조성할 때 포함됐다고 말한 1억원 짜리 수표를 한 의원의 동생이 전세금으로 사용한 점도 한 전 대표가 검찰 조사 당시 했던 진술의 신빙성을 높였다. 한명숙은 국회의원직을 잃게 되고, 관련법에 따라 2년간 복역 후에도 10년간은 선거에 출마할 수 없다. 유죄가 확정되어 교도소에 수감되면서 대한민국 헌정(憲政) 사상 실형(實刑)을 살게 되는 첫 총리라는 불명예를 안게 됐다.

## 생애

### 생애 초반

#### 출생과 유년기
1944년 평양에서 출생하여, 한국전쟁이 일어나자 부모를 따라 월남하였다. 이후 서울에서 유년시절을 보냈으며 서울영등포초등학교에 입학하였다. 초등학교 시절에는 마라톤 선수로도 활약했으며, 달리기를 잘해 늘 릴레이 선수로 뽑혔다고 한다.

#### 학창 시절
한명숙은 1957년 서울영등포초등학교를 졸업하고 서울 정신여자중학교에 진학했다. 1960년 서울 정신여자 중학교를 졸업하고 정신여자 고등학교로 진학하였다. 1963년 정신여자 고등학교 졸업(1963)하였다.
1967년 2월 이화여자대학교 불문학과를 졸업하고 대학원은 한국신학대학교 선교신학대학원으로 진학했다. 1977년 2월 한국신학대학교 선교신학대학원에서 신학석사학위를 받은 뒤 다시 이화여자대학교 대학원으로 진학하여 1985년 2월 여성학 석사 학위를 받았다. 그 뒤 미국에 유학, 1999년 8월에는 미국 뉴욕유니온 신학대학교 객원연구원 자격을 획득하고 귀국하였다.

### 운동 참여

#### 정계진출 이전
한명숙은 이화여자대학교 불문학과 재학 중에 남편 박성준을 만나 1967년 결혼하였으나, 6개월만에 박성준이 통일혁명당 사건 당시 자신의 처 한명숙을 포섭하는 등의 혐의로 체포되어 15년형을 선고받았다. 이후 1981년에 석방될때까지 13년간 남편을 옥바라지 하였다. 남편을 옥바라지 하며 졸업 후 1970년 이화여자대학교 기숙사 사감으로 재직중, 학생들의 시위를 지원한 것이 문제가 되어 기숙사 사감을 그만두고 한국 크리스천 아카데미로 자리를 옮겨 한국 민주화 운동에 본격적으로 참여하게 된다. 여성운동 초창기 소외계층 여성의 인권문제 해결을 위해 활동하며 1974년 한국 크리스천 아카데미 운동에 여성분과의 간사가 된 한명숙은 1977년 한국신학대학교 선교신학대학원 신학석사를 취득한다. 하지만 1979년 체제 비판적인 이념서적을 학습·유포한 혐의로 이우재, 신인령 등 아카데미의 동료 간사들과 함께 구속되어 광주교도소에서 수감되었다. 2년 6개월간의 투옥 뒤 1981년 광복절 특별사면으로 석방되었고, 이후 13년째 수감중이던 남편의 석방 운동을 하다가 결국 같은 해 지학순 주교의 도움으로 크리스마스에 특별사면된 남편과 해후하게 되었다.

#### 교육 활동
1977년 한명숙은 한국신학대학교(현재 한신대학교)의 강사로 출강하였다. 1985년에 한명숙은 42세의 나이로 아들 박한길을 낳았고, 3년 후 이화여대 대학원에서 여성학 석사를 취득하였다. 1986년부터 1987년까지 이화여자대학교에서 여성학 강사로 일했으며, 유학을 떠나기 전까지 성심여대에서 여성학 강사로 활동했다. 1987년 2월에 한국여성단체연합이 결성되었고, 한명숙은 이 단체의 일원으로 6월 민주 항쟁에서 구속자 어머니들과 함께 전경들에게 빨간 카네이션을 달아주었다.
1988년에는 성심여자대학교 여성학과 강사로 강의하였다. 이후 1989년부터 5년간 한국여성민우회의 회장으로, 1989년 한국여성단체연합의 가족법 개정 특별위원회 위원장으로, 1990년부터 한국여성단체연합의 부회장, 공동대표, 지도위원등으로 활동하며 여성 운동의 기반을 닦았다.
1994년 남편과 일본으로 건너가 오차노미즈 여자 대학에서 박사 논문을 준비하던 중, 1997년 미국 유니언 신학교의 객원 연구원으로 이동하며 중단하게 되었다.

### 정계 입문 초반

#### 정치입문부터 16대 국회의원까지
1999년 2월, 한명숙은 미국에 체류하면서 참여연대의 공동대표로 활동할 것을 수락한다. 한명숙은 1999년 9월 이재정 당시 성공회대 총장과 김대중의 권유로 새천년민주당 창당 작업에 여성 분과위원장으로 참여하면서 정계에 입문하게 되었고, 참여연대의 중립성을 해친다는 이유로 참여연대 공동대표직에서 사퇴하게 된다. 당시 한명숙은 자신의 정치 참여에 대해 "여성의 정치참여,남녀평등 수준은 후진국과 별반 차이가 없다.지난 25년간 재야운동을 해왔지만 역시 가장 효율적인 길은 정치 참여를 통한 것이라고" 느껴 정치에 투신했다고 설명했다.
2000년 한명숙은 새천년민주당의 비례대표(제5번)로서 제16대 국회의원에 선출되었다. 환경노동위원회 활동을 통해 미군 송유관, 비정규직, 공단들의 국립공원 훼손 등에 대한 문제를 제기하며 성실하고 차분하다는 평가를 얻었던 한명숙은 2001년 초대 여성부장관에 취임하면서 의원직에서 사퇴하게 되었으며, 박양수에게 의원직을 승계하였다.
한명숙은 2000년도의 국정감사에서 환경부에게 "새만금간척지는 2011년 완공때까지 7억여원이 더 드는 사업인데 경제 수익이 보장되지도않는 상황에서 그동안 들인 1조여원이 아깝다며 건설을 강행하는 게 말이 되느냐"며 새만금 사업의 경제성에 의문을 제기했고, 노사정위원회에 주 5일제를 실시함과 더불어 주 5일 수업제, 여가시설 확충 등을 함께 추진할 것을 요구했다. 또 경기도의 남한강 정비사업에 전제된 무딘 환경 의식, 장애인고용촉진공단이 취업을 알선한 장애인들의 높은 이퇴직율, 반월시화공단의 높은 다이옥신 농도, 급증하는 미성년자 불법고용, 산업재해지정병원의 산재환자에 대한 진료비 과다청구, 공공기관의 국립공원 훼손 등을 지적하여 뉴스메이커, 문화일보, 국감연대 등이 각각 선정한 국정감사 베스트 의원으로 거명되었고, 월간 <말>지에 의해서도 국감스타 5인 중 하나로 뽑히었다. 또 법률연맹 국감모니터단은 한명숙을 국감우수 의원으로 선정하기도 했다.

#### 여성부 장관 시절
정부조직법의 개정과 함께 2001년 1월 29일, 한명숙은 여성계의 오랜 숙원이었던 초대 여성부장관에 임명되었다. 당시 백경남 여성특위 위원장이 장관으로 유력시 되었으나, 김중권 민주당 대표와 한광옥 청와대 비서실장이 민주당내 인사를 중용하고자 한명숙을 임명하게 되었다고 한다. 당시 대부분의 여성단체들은 한명숙의 장관 취임을 환영하는 모습을 보였으나, 한국여성단체협의회는 백경남 여성특위 위원장을 제치고 한명숙이 임명된 것에 유감을 표시하였다.
한명숙은 여성부 장관을 지내면서 자신이 발의한 모성보호법 통과에 결정적 역할을 했으며, 남녀차별개선위원회를 통해 성희롱에 대한 인식을 넓혔고, 호주제 폐지에 앞장서는 등 원칙이 분명하게 일을 해냈다는 평을 받았다.

##### 모성보호법 발의와 국회 통과
한명숙은 16대 국회의원이던 2000년 10월, 출산휴가를 90일로 확대하고, 생리휴가, 유.사산 휴가, 태아검진 휴가를 신설하며, 육아 휴직 급여를 도입하는 것을 뼈대로 한 근로기준법, 남녀고용평등법, 고용보험법에 대한 개정안(약칭 모성보호법)을 발의했다.
하지만 재계와 야당의 반발로 환경노동위원회에서 표류하게 되었으며, 이에 대해 민주당과 자민련, 민국당 등 3당은 2001년 4월 24일 국회에서 원내총무ㆍ정책위의장 연석회의를 갖고 시행을 2년 유예하는 조건으로 국회 통과를 합의하였다. 하지만 이에 대한 비난여론이 들끓자 3당은 생리휴가와 유.사산 휴가, 태아검진 휴가는 제외하는 조건으로 2001년 11월 1일부터 시행하는 안을 5월 10일에 합의하였으며, 결국 이 법안은 국회에서 7월 18일에 통과하였다.
하지만 모성보호법이 원안과 달라진 결과로 이용률이 저조하고 현실적으로 이용이 어려우며, 20만원의 육아 휴직 급여는 사실상 별 도움이 안된다는 지적이 있었다. 이에 대해 주무 부처인 노동부는 2003년 30만원, 2004년 40만원으로 육아 휴직 급여를 인상하기도 하였다. 그러자 이에 대해 한국경영자총연합회는 오히려 기업의 여성 고용 기피 현상을 가져올 것이라며 반대하였다.

#### 환경부 장관 시절
2003년 2월 28일 노무현 대통령 당선과 함께 참여 정부의 초대 내각 발표 전까지 한명숙은 여성부 장관으로 유력시 되었으나 결국 환경부장관으로 발탁된다. 대선 당시 경쟁 후보들 중 환경 공약이 가장 보수적인 것으로 평가되었던 노무현 후보의 환경 정책은 정권의 시작부터 우려를 낳았고 결국 핵 폐기장 논의에 배제되거나, 새만금 사업과 독도 개발 특별법 등을 반대하며 다른 부서와 마찰을 빚기도 하였다. 결국 그는 "국무회의 등에서 환경정책을 지지해주는 사람은 하나도 없다"며 고충을 토로하기도 했다.
하지만 이런 중에서도 한명숙 장관이 이끄는 환경부는 수도권대기환경개선에관한특별법안, 백두대간보호에관한법률, 야생동식물 보호법 등의 제정을 위해 앞장섰으며, 정부업무평가 최우수 부처로 선정되기도 했다. 특히 한명숙은 중앙일보의 장관리더쉽평가에서 1위에 선정되기도 하였다.
한명숙은 방송에 출연하여 상수도와 하수도도 구분하지 못하는 해프닝을 벌였다. 수질 얘기가 나오자 한 장관은 “식수의경우 정수장 물은 1급수인데 문제는 하수관거가 노후화해서...”라며 뜬금없이 하수관거를 들먹였여, 환경 모르는 환경장관이라는 평을 받았다. 상수도와 하수도를 구분하지 못한 한 장관은 이날 “환경분야 전문가는 아니지만 요즘 열심히 환경공부를 하고 있다”고 자신을 변호했다.

### 정치 활동

#### 17대 국회의원 시절
2004년 2월 15일 한명숙은 17대 총선에 출마하고자 환경부 장관을 사직하고 열린우리당에 입당한다. 3월 4일 경기도 고양시 일산구 갑선거구에 공천이 확정되어, 탄핵의 주역인 한나라당 5선 중진 홍사덕 총무를 상대로 4월 15일 선거에서 승리하고 17대 국회의원이 되었다. 당시 홍총무는 선거 전 "내가 지면 정계를 은퇴할테니 만일 당선되면 노무현 대통령이 사퇴하라"며 노무현 대통령과 자신의 선거 결과를 연관시켜 화제가 되기도 했었다. 한명숙은 당선 직후 "탄핵소추안 가결 이후 국정질서를 바로잡고 경제회생에 주력하라는 주민들의 염원이 나타났다."고 소감을 밝혔다.
한명숙은 '진실·화해를 위한 과거사 정리 기본법'에 대한 2005년 5월 국회 표결에서 찬성 당론에도 불구하고 한나라당과의 협상 과정에서 당초 내용이 후퇴했다며 기권하는 등 과거사에 강경한 입장을 보였으며, 자신의 홈페이지에 한나라당 박근혜 당시 대표를 '독재자의 딸'이라며 비판하기도 했다. 또 2005년 쌀 협상 비준안의 국회 표결 때에는 당론에 따라 찬성표를 던졌다. 2004년 자이툰 부대의 이라크 파병 동의안 표결 때도 찬성했다.
17대 국회 회기 동안 한명숙은 통일외교통상위원회에 소속되어 활동하면서 국가보안법 폐지 등을 위해 노력하였으며, 이 기간동안 당 내에서는 신행정수도 건설특별위원회 위원장을, 가정법원에서는 가사.소년제도개혁위원회 위원장 등을 역임했다.

#### 열린우리당 상임중앙위원
국회의원 당선 후 한명숙은 당의장으로 거론되기도 했으나, 결국 열린우리당 내에서 청와대의 국정 수행을 지원하는 국정과제수행특별위원회의 위원장으로 임명되었다. 고건 국무총리의 후임으로 김혁규 국회의원이 거론되던 중 6월 5일 재보선에서 참패하자 그 대안으로 거론되기도 했으나, 6월 8일 이해찬 의원이 먼저 총리 지명이 되었다. 당시 한명숙을 총리에 지명하지 않은 것은 노무현 대통령의 당의 지도부였던 신기남-천정배 체제에 대한 불신으로 인해 당 내에 견제세력이 필요했기 때문이라는 의견도 있다.
2005년 1월 2일, 열린우리당 이부영 당의장을 비롯한 지도부가 4대 법안 처리 불발에 책임지고 사퇴하며 한명숙도 함께 상임중앙위원직을 사퇴한다. 이후 새 지도부의 당의장 후보로 문희상 의원과 함께 이름이 거론되다가 갑자기 의장 경선에 불출마를 선언한다. 이 와중에 교육부총리 물망에도 올랐으나 본인의 고사로 제외되기도 한다. 하지만 당의장 경선에서 친정동영측이 지지의사를 밝힌 뒤 다시 경선에 출마하겠다는 의사를 밝혔으며, 이에 따라 박영선, 김희선 의원등 당내의 여성 의원들은 모임을 갖고 한명숙 의원으로 후보를 단일화하기로 결정했다. 4월 3일 전당대회 결과 문희상이 당의장으로, 한명숙은 4명의 상임중앙위원 중 하나로 당선되었으나 "여성의원 1명을 상임중앙위원회에 포함시킨다"는 당규로 인해 배제투표가 행해진 결과 10.7%의 득표에 그쳐 그 의미는 퇴색되었다. 특히 여성 대의원이 30%였다는 점에서 이런 득표율은 여성 표들마저 유일한 여성 후보를 외면했다는 것으로 받아지기도 했다.
2005년 4월 30일 재보선결과 열린우리당은 5곳 모두에서 당선자를 내지 못했고, 이에 따라 한명숙을 위원장으로, 유시민을 부위원장으로 하는 당혁신위원회가 만들어졌다. 하지만 이 인선이 이상주의에 대한 지도부의 동조라며 반발한 염동연 의원은 상임중앙위원에서 사퇴했고, 이후 염동연의원은 호남홀대론을 주장하며 유시민의원이 주장한 기간당원제에 대한 비판적인 시각을 보이 며 열린우리당 내부의 갈등을 심화시켰다. 10월 26일 재선거에서 4개의 전 선거구에서 열린우리당이 패배하자, 결국 2005년 10월 28일 문희상 의장과 한명숙 의원 등 지도부는 6개월만에 전격 사퇴하게 되었다.

#### 대한민국 국무총리
2006년 3월 24일 노무현 대통령은 한명숙을 이해찬 전 총리에 이은 국무총리로 지명했다. 이는 장상에 이은 두 번째 여성 총리 지명이었는데, 한나라당은 2006년 5월 31일의 지방선거를 공정하게 치르기 위해서 신임 총리는 당적을 버려야 한다고 주장하며 인사청문회 보이콧을 시사하기도 했다. 한나라당 국회의원 윤두환은 인사 청문회 이전부터 대정부질문에서 "한명숙 총리 지명자 남편은 대한민국 전복을 기도한 공산주의 조직의 핵심이었다" 며 공격하기도 했다.
2006년 4월 17일과 4월 18일 양일간 이뤄진 한명숙에 대한 국회의 인사청문회에서 한명숙의 당적 정리 문제와 국정 능력 및 이념적 편향에 대한 의문이 제기되었으나, 결국 4월 19일 국회의 임명 동의안이 가결되어 대한민국 헌정 사상 최초의 여성 국무총리가 되었다.
임기 중 김병준 부총리 겸 교육인적자원부 장관의 거취 문제, 인터넷 로또 발행 취소 등 각종 현안과 관련해선 자기 목소리를 분명히 냈다는 평을 들었다. 한편으로는 시위대에 대한 탄압을 방관했다는 지적도 있다.
2006년 10월 9일 북한이 핵실험을 강행하자 한총리는 “포용정책이 핵실험을 막는 데 실패했다고 자인한다.”며 “전반적인 포기라고는 할 수 없지만 수정이 불가피한 상황에 왔다.”라고 하였다. 그러나 이에 대해 한완상 당시 적십자 총재는 "국무총리가 그런 말을 한 것 자체가 국민을 굉장히 불안하게 한다."고 비판하기도 하였다.
2007년 1월 노무현 대통령이 제안한 대통령 4년 연임제 개헌에 대해 한명숙 총리는 개헌지원추진단을 구성하며 호응했고, 이에 대한 국회의 비판에 예전과 다르게 공격적으로 대응하는 모습을 보였다. 이에 대해 한나라당은 한명숙의 달라진 모습에 대통령 선거 후보로 나서기 위한 정치적인 움직임이라며 비난했다.
2007년 3월 7일 한명숙 총리는 퇴임하여 열린우리당으로 돌아가면서 '앞으로 정치인으로서 나라의 발전과 국민의 행복을 생각하며 일하겠다'는 편지를 보냈다. 후임은 한덕수 총리다.

#### 이해찬과의 대선후보경선 단일화
열린우리당으로 돌아온 뒤 한명숙은 민주당과의 통합작업에 참여하는 동시에 대선 주자로 나서기 위한 준비작업을 진행했다. 2007년 3월 12일 김대중 전 대통령을 방문한 자리에서 "흩어진 힘을 모으는 데 온 힘을 기울이겠다."는 말을 했으며, 3월 19일 "시대적 요청이 있다면 어떤 것이든 회피하지 않겠다.", 4월 12일 여성의원들과 만난 자리에서 "대선전 뛰어들 확신 생겼다"며 대선 후보 경선에 참여할 것을 시사했다. 이런 준비작업의 일환으로 한때는 자신이 열심히 옹호했던 연임제 개헌에 대한 제안 철회를 노무현 대통령에게 요청하기도 했다.
당시 양대 계파를 이끌 던 정동영, 김근태는 5월 3일 당을 해체하고 민주세력이 통합되어야 한다고 주장하며 탈당을 시사했고, 노무현 대통령은 이들이 호남의 지역감정에 기대려는 것으로 판단, "지역 정치는 호남의 소외를 고착시킬 것"이라며 이를 비판했다. 이런 와중에 민주당 박상천 대표는 "노무현 대통령과 함께 총리나 장관을 하면서 정책결정을 한 사람, 당의장을 지내면서 좌편향 노선을 고집한 사람들과는 통합하지 않겠다."며 한명숙을 포함한 열린우리당 지도부와의 전격적인 통합을 거부했고, 5월 21일 유시민 장관이 사퇴를 하고 당으로 돌아오면서 혼란은 더 심화되었다. 이런 와중에 이해찬은 3월, 김혁규는 5월 방북하기도 했고, 한명숙은 4월 러시아를 조문사절로 방문하는 등 대선 예비 주자로서의 활동을 보였다.
6월 12일 김근태가 대통합세력의 밀알이 되겠다며 탈당과 대선 불출마를 선언하고 한명숙 등을 호명하며 경선의 참가를 요구하였고, 6월 14일 손학규를 만나 평화개혁세력의 통합을 요구하는 등의 행보를 보였다.
6월 18일 한명숙은 대선 경선 참가를 선언한다. 당시 대선 참가를 선언했던 범여권 후보들은 김두관·김영환·김원웅·김혁규·문국현·손학규·신기남·유시민·이인제·이해찬·정동영·추미애·천정배·한명숙 등 14명이었는데, 이 중 이해찬, 한명숙, 유시민, 김혁규는 친노 계열 대선 주자로 인식되었다. 그러나 한명숙은 "나를 ‘친노’로 분류한 것은 언론"이라며 친노라는 범주화에 이의를 제기했다.
7월 4일 손학규·정동영·이해찬·한명숙·천정배·김혁규의 6인이 김근태의 주도로 6인 연석회의를 가지고 국민경선 참여와 대통합신당창당의 참여를 결의했다. 8월 4일 대통합민주신당은 대표없는 혼란속에 창당하였고, 이 창당대회에 열린우리당쪽 대선 후보들은 참가하지 않았다.
8월 7일 한명숙은 친노주자간 후보단일화를 제안했다. 한명숙은 손학규를 필패카드라 규정하며, 이를 견제하기 위해 "가급적 예비경선 이전에 한명숙, 이해찬, 유시민 등 세 주자가 여론조사를 통해 ‘3자 후보 단일화’를 해야 한다."고 주장했다. 그러나 세 후보는 모두 각각 예비 경선에 등록했고, 예비 경선을 위한 토론회에서 한명숙은 참여정부 실패론에 대해 "동의하지 않는다."며 "소통에 있어선 과(過)가 있다고 생각하지만, 깨끗한 선거를 만들었고, 국가균형발전도 이뤘다. 정경유착의 고리가 없어지고, 권위주의가 해체됐다"고 주장했다. 9월 5일 예비경선에서 한명숙은 9명 중 5위 (9.42%)로 예비 경선을 통과하였으나, 이런 저조한 득표율은 당 안팎의 관심이 이해찬-유시민 경쟁구도로 쏠리면서 상대적으로 손해를 본 것으로 해석되기도 하였다.
5명의 후보로 본경선이 시작된 뒤, 각각 예비경선 3, 4, 5위이던 이해찬, 유시민, 한명숙은 각자 자신으로 단일화되어야 한다고 주장하며, 1, 2위이던 손학규, 정동영을 토론회를 통해 공격하였다. 9월 14일 한명숙후보는 결국 이해찬후보로 단일화를 선언하면서 "유시민 후보도 결국 단일화를 통해 정통성이 있는 후보가 승리하는 대의에 합류하게 될 것"이라며 유시민 후보의 단일화를 촉구했다. 유시민은 "다른 후보가 이명박 후보를 꺾을 수 있다면 얼마든지 돕겠지만, 확신이 서지 않는다. 당내 대세론을 먼저 뒤엎어야 바람을 일으킬 수 있다"며 부정적인 모습을 보였다. 하지만 9월 15일 결국 유시민 역시 이해찬과 단일화를 선언했고, 이에 대해 일각에서는 "보이지 않는 손이 있는 것 아니냐"며 청와대의 개입론을 제기하기도 했다. 그러나 단일화에도 불구하고 이해찬은 10월 16일 정동영에 대통령 후보 자리를 넘겨주었다.

#### 18대 국회의원선거 낙선 및 그 이후
대선 패배 이후 대통합민주신당은 지도부 구성을 놓고 갈등을 빚었다. 2008년 1월 10일 손학규가 대표로 선출되자 친노계열로 분류되던 이해찬, 유시민은 한명숙의 만류에도 불구하고 대통합민주신당에서 탈당한다. 결국 한명숙은 대통합민주신당에 남았고, 3월 10일 고양시 일산동구 선거구(구 일산구 갑선거구)에 대통합민주신당의 후보로 공천을 받게된다.
고양 일산 갑 선거구에서는 이명박 대통령의 인수위 행정실장을 지냈던 백성운과 경쟁하였는데, 이 곳은 노무현 정부와 이명박 정부의 상징적 대결장으로 비춰졌다. 총선을 19일 앞둔 여론 조사결과 한명숙이 백성운보다 약 10% 높은 지지율을 보였으나, 선거 사흘 전 한명숙의 선거운동원이 지역 사회단체장과 저녁식사를 한 뒤 "잘 부탁한다"며 음식값을 낸 혐의로 불구속 입건되었다.
결국 43.8%의 지지율을 얻은 한명숙은 47.1%의 지지율을 얻은 백성운에게 패배하였다. 이런 박빙의 승부를 두고 이명박은 백성운에게 "죽다 살아났지"라고 하기도 했다.
이후 2009년 4월 29일 재보선을 앞두고 한명숙은 김근태와 함께 민주당의 홍영표 후보를 지원하기 위한 공동선거대책위원장을 맡는다. 선거 운동 중에 한명숙은 김대중 전대통령이 공천 탈락에 반발해 탈당한 정동영과 신건을 가리켜 "이번 선거는 반드시 민주당이 승리해야 한다. 무소속 한두 명이 당선돼 복당하는 것은 아무 의미가 없다"고 말한 것을 전달하였다. 결국 홍영표후보는 선거에서 승리하였으나, 민주당은 전북에서 정동영 후보와 신건 후보에 모두 패배하였다.

#### 제16대 대통령노무현국민장 공동장의위원장
2009년 5월 23일 노무현 대통령의 서거 이후 유족들은 국민장을 치르기로 결정했고, 이에 따라 참여정부에서 국무총리로 일했던 한명숙은 정부 측의 한승수 국무총리와 더불어 유족 측의 공동장의위원장을 맡았다. 한명숙은 5월 29일 노무현 대통령의 영결식에서 조사를 낭독했다.
뒤이어 2009년 9월 발족된 재단법인 사람사는세상 노무현재단의 초대 이사장직을 2010년 4월까지 맡았다.

#### 뇌물죄 혐의
2009년 12월, 한명숙은 지난 2007년 총리 재직 시 이미 구속수감된 곽영욱 전 대한통운 사장에게 인사청탁으로 5만달러를 받은 혐의로 검찰 수사를 받게되었다 (서울중앙지검 특수2부 부장 권오성). 그는 검찰의 수사에 대해 부당한 수사라고 주장하면서 소환에 응하지 않던 중 체포 영장이 발부돼 같은 달 18일 노무현 재단에서 체포되었고, 조사과정에서 곽영욱과의 대질신문 등이 이어졌으나 한명숙은 묵비권을 행사하였다.
일부에서는 검찰이 곽영욱의 내부자 정보를 이용한 불법 주식거래 혐의에 대해 무혐의 처리로 종결한 것과 관련해 일각에서는 한명숙
총리에 대한 진술을 두고 검찰과 곽영욱 간의 거래가 있지 않았느냐는 의혹이 제기되었으며, 한명숙에 대한
공판준비기일에도 변호인단은 곽영욱에 대한 수사와 관련해 검찰이 수사기록을 제시할 것을 요구했으나, 검찰은 "본 사건과는
관계없는 별건이므로 검찰 내부 문서까지 공개할 수 없다"며 거부의사를 밝혔다.
곽영욱은 2차 공판부터 검찰측 증인으로 나와 증언을 했다. 하지만 검찰에서 한 진술과 달리 5만 달러를 직접 건네지 않고 나오면서 의자에 놓고 나왔다고 증언했으며, 1~2시까지 계속되는 검찰의 수사가 심장병 환자인 자신에게 너무 가혹해 생명의 위협까지 느꼈다고 말했다. 3차 공판에서 검찰은 2002년 한명숙이 장관 재직 시 곽영욱이 한명숙에게 998만원 상당의 골프채를 선물해주었다는 주장을 펼쳤으나, 재판장은 곽영욱에게 "선물을 건넸다는 날이 수요일인데, 장관이 평일 근무시간에 골프매장에 가서 골프채를 선물 받은 게 이상하지 않느냐"고 물었고, 곽영욱은 "모르겠다"고 답했다. 4차 공판에서 한명숙의 변호인단은 곽영욱 진술의 신빙성을 문제 삼았다. 특히 액수와 관련해, 2009년 11월 9일 3만달러를 줬다고 했다가 11월 19일에는 준 적 없다고 했다가, 나중에는 5만달러로 바뀌게 된 경위를 추궁했다. 검찰의 무리한 수사에 대한 비판이 제기되기도 하였다. 자유선진당 이회창 대표는 "매우 졸렬하다", "결과는 나와봐야 하겠지만 선고를 앞두고 검찰이 별건 수사를 발표한 것은 법관의 심증에 영향을 미치려는 것이라고 의심받기에 충분하다"며 검찰을 비판했다.
4월 9일, 이 사건의 1심 재판 결과 한명숙에 대해 무죄가, 곽영욱에게는 횡령 혐의로 징역 3년형이 선고되었다. 재판부는 곽영욱의 진술의 일관성 부족을 지적하며 "합리적인 의심을 배제할만한 신빙성이 결여"되었다고 판단했고, 검사가 제출한 나머지 증거 역시 이런 의심을 해소하기 불충분했다고 판결했다. 이후 진행된 재판에서도 증인들이 수시로 말을 바꾸고 진술을 번복하면서 증언에 신빙성이 전혀 없는 상황에서 검찰이 기소했다는 지적이 제기되고 있다.
2심에서 무죄를 선고받고 2013년 3월 대법원에서 무죄 확정 판결을 받았다.

#### 정치자금법 위반
한명숙은 2007년 3~8월 세 차례에 걸쳐 한만호 전 한신건영 대표에게서 불법 정치자금 9억여원을 받은 혐의로 2010년 7월 불구속 기소됐다.
2011년 10월 31일 서울중앙지법 형사합의27부(김형두 부장판사)는 무죄를 선고했다.
다시 검찰이 항소를 하여 2013년 9월 16일 서울고등법원 형사6부(부장판사 정형식)가 징역 2년과 추징금 8억8000여만원을 선고했다. 해당 재판에서는 한 전 대표의 진술에 신빙성이 있다고 판단하였다. 한 전 대표가 1차 자금을 조성할 때 포함됐다고 말한 1억원 짜리 수표를 한 의원의 동생이 전세금으로 사용한 점도 한 전 대표가 검찰 조사 당시 했던 진술의 신빙성을 높였다.
2015년 8월 20일 대법원 전원합의체(주심 이상훈 대법관)는 건설업자 한만호로부터 불법정치자금 9억원을 받은 혐의로 불구속기소된 한명숙 전 총리에 대한 상고심에서 원심 판결대로 징역 2년형을 확정했다. 대법원은 한 의원이 이 돈을 한 전 대표에게서 받아 동생에게 줬다고 보는 것이 경험칙에 부합한다고 지적하였다. 이후 유죄확정이 진행되어 한명숙은 의원직을 상실했다. 한명숙 불법정치자금 사건은 기소 5년만에, 대법원 상고심 2년만에 마무리됐다.

#### 제5회 지방선거 낙선
대한통운 비자금 의혹을 벗고 난 이후, 한명숙은 2010년 4월 21일 서울특별시 시장 선거에 출마할 것을 공식 선언하였다. 2010년 5월 6일, 100% 여론조사로 이루어진 민주당 경선에서 이계안 전 국회의원에게 승리하여 민주당 서울특별시장 후보로 출마하게 되었다. 서울특별시장 선거에 낙선했다.

#### 2010년 이후
한명숙은 국회여성정책포럼 고문과 대한태권도연맹 고문으로 위촉되었으며, 그밖에 전쟁과여성인권박물관 건립위원, (가칭)민주화운동공제회 설립발기인, 사단법인 유엔인권정책센터 이사, 아줌마가키우는연대 자문위원, 민주통합당 대표 등으로 활동했다. 그러나 제19대 국회의원 선거 패배에 대한 책임을 지고 2012년 4월 13일, 민주통합당 대표최고위원직에서 물러나 평의원 신분으로 활동하였으나, 2015년 대법원에 의해 정치자금법 위반으로 최종판결되어 교도소에 수감되었다.

## 저서와 논문

### 저서
- 첫째도 교육 둘째도 교육 (도서출판 밈, 2007.08.30)
- 사랑은 두려워하지 않습니다 (김영사, 2007.08.10)
- 한명숙: 부드러운 열정 세상을 품다 (행복한책읽기, 2010.02.25)

한명숙구속

## 상훈 경력
- 1995년 청조근정훈장
- 1998년 7월 3일 국민포장(여성지위향상과 남녀평등촉진에 기여)
- 2001년 7월 국군간호사관학교 총동문회 감사패

## 학력
- 서울영등포초등학교 졸업
- 정신여자중학교 졸업
- 정신여자고등학교 졸업
- 이화여자대학교 불어불문학 학사
- 한국신학대학교 선교신학대학원 신학 (석사과정 수료)
- 이화여자대학교 대학원 여성학 석사
- 일본 오차노미즈 대학교 대학원

## 주요 약력
- 1974년 한국크리스천아카데미 간사
- 1977년 한국신학대학교(현 한신대학교) 강사
- 1986년 이화여자대학교 여성학과 강사
- 1988년 성심여자대학교(현 가톨릭대학교) 여성학과 강사
- 1989년 한국여성민우회 회장 (~1994년)
- 1990년 한국여성단체연합 부회장
- 1993년 한국여성단체연합 공동대표
- 1996년 한국여성단체연합 10주년기념사업위원장
- 1996년 한국여성단체연합 지도위원
- 1997년 부모성 함께쓰기 선언문 대표단
- 1999년 참여연대 공동대표
- 1999년 미국 뉴욕 유니온신학대학교 객원연구원
- 2000년 새천년민주당 제16대 총선선거대책위원회 부본부장
- 2000년~2003년 제16대 국회의원(비례대표, 새천년민주당, 초선)
- 2000년 새천년민주당 여성위원장
- 2001년 여성부 장관
- 2003년 환경부 장관
- 2004년 열린우리당 상임중앙위원
- 2004년~2008년 제17대 국회의원(경기 고양시 일산동구, 열린우리당→대통합민주신당→통합민주당, 재선)
- 2004년 열린우리당 선거대책위원회 공동위원장
- 2004년 가정법원 가사소년제도개혁위원회 위원장(~2005년)
- 2004년 국정과제추진특별위원회 회장(~2005년 5월)
- 2005년 당혁신위원회 위원장(~2005년 7월)
- 2006년 4월 20일 ~ 2007년 3월 6일 제37대 국무총리
- 2009년 사람사는세상 노무현재단 초대 이사장(~2010년 4월)
- 2012년~2015년 제19대 국회의원(비례대표, 민주통합당→민주당→새정치민주연합, 3선)
- 2012년 민주통합당 대표최고위원(~2012년 4월)

## 현직
- 아줌마가키우는연대 자문위원

## 사건

### 검찰 수사 논란
불법 정치자금 관련 의혹을 수사하는 과정에서 검찰이 출국금지 한 것으로 알려진 인물은 한명숙 전 총리의 측근으로 분류되는 김 모였다. 검찰은 지난 2007년 건설업체 전 대표 한 모 씨가 한 전 총리에게 건넸다는 9억여 원을 관리하는데 김 씨가 깊이 관여한 것으로 보고 있다. 김모는 한 전 총리의 의원 재직 시절 비서를 지냈으며, 총리 공관에서도 일했던 것으로 전해졌으며 또, 곽영욱 전 사장에게서 5만 달러를 받았다는 의혹 수사 재판 과정에서 거론되기도 했다. 때문에 건설업체 한 전 대표와 한명숙 전 총리를 연결하는 핵심 인물로 지목돼 왔다.
그 동안 별건 수사라며 크게 반발했던 한 전 총리 측은 검찰에 대한 공세 수위를 더욱 높였다. 한 전 총리 측은 "검찰이 반성과 성찰은커녕 날조된 기획·조작 수사를 벌이고 있다"고 목소리를 높였습니다. 이어 "검찰이 곽영욱 전 사장 재판 때와 똑같이 피의 사실을 공표하고 있다"며 형사 고소하겠다고 경고했습니다. 이후 서울시장 선거로 수사는 일단 뒤로 미루어졌다.
그러나 이는 뉴스로 보도되었다. 다음날인 4월 14일 한명숙 전 국무총리가 검찰을 고소하고 일부 언론을 상대로 민사 소송을 제기하기로 했다. 한명숙 전 총리 공동대책위원회는 14일 "검찰이 반성과 성찰은커녕 날조된 기획·조작 수사로 다시 '제2의 한명숙 죽이기'에 나섰다"며 이같이 밝혔다.
공대위는 이어 검찰이 "곽영욱 재판 때와 똑같이 구속된 사기범에 대한 강압협박으로 사건을 날조하고, 역시 불법적으로 피의사실을 언론에 흘리는 방법으로 정치공작을 하고 있다"고 지적했다.

### 조선일보, 동아일보 고소 논란
한명숙 검찰 수사와 관련 한명숙공동대책위원회는 2010년 4월 14일 한명숙 전 국무총리에 대한 검찰의 별건수사와 관련, "피의사실을 공표한 검찰을 형사고소 할 것"이라고 밝혔다. 공대위는 이날 오후 보도자료를 내고 "검찰이 공표한 피의사실을 그대로 보도한 조선일보, 동아일보 등 언론사를 상대로 금명간 명예훼손으로 인한 손해배상 소송을 제기하겠다"며 이같이 경고했다. 공대위는 "검찰의 불법에 동조하는 보도를 계속한다면 불가피하게 법적 조치를 취할 수 밖에 없다"며 "언론의 '받아쓰기'는 사실과 진실 만 보도해야 할 언론의 책임과 사명에 대한 명백한 직무유기 행위"라고 비판했다.
공대위는 또 "더욱 심각한 것은 언론이 아무런 검증 없이 받아쓰기를 하고 있다는 것"이라며 "무분별한 보도가 계속될 경우 법이 보장한 권리에 따라 분명하고 단호한 조치를 취할 것"이라고 경고했다. 이에
그러나 조선일보와 동아일보에서 기사 보도를 계속하자 법원에 소송을 제기한다. 법원에서 5월 9일 지난 4월에 동아일보 쪽에서 보도한 기사에 대한 취재원 공개를 요구해 결과가 주목된다.
한명숙 전 총리가 "'수만 달러 수수 의혹' 보도로 명예를 훼손당했다"며 조선일보와 취재기자, 국가를 상대로 낸 10억원의 손해배상 청구소송에서 원고 패소 판결한 원심을 확정했다. 2009년 12월4일자에 검찰이 곽영욱 전 대한통운 사장으로부터 "한 전 총리에게 2007년 무렵 수만 달러를 건넸다"는 진술을 확보해 대가성 여부를 수사 중이라는 내용을 보도한 것 등으로 한 전 총리는 "검찰이 피의사실을 공표했고, 조선일보도 허위사실을 보도해 명예를 훼손했다"며 조선일보를 상대로 소송을 냈다. 그러나 조선일보 관련 1심 재판부는 "검찰이 관련내용을 제공했다는 증거가 없고, 조선일보는 뇌물의혹 수사 진행상황을 전달했을 뿐 허위보도로 보기 어렵다"며 원고 패소 판결했고, 2심에서도 한 전 총리의 항소를 기각했다. 2012년 1월 6일 동아일보 상대 손해배상 소송에서도 패소했다.

### 뇌물죄 혐의
2009년 12월, 한명숙은 지난 2007년 총리 재직 시 이미 구속수감된 곽영욱 전 대한통운 사장에게 인사청탁으로 5만달러(당시 환율로 4500만원 정도)를 받은 혐의로 검찰이 기소하였으나 무죄 판결을 받았다.
검찰측 증인으로 나온 곽영욱은 검찰에서 한 진술과 달리 5만 달러를 직접 건네지 않고 나오면서 의자에 놓고 나왔다고 증언했으며, 1~2시까지 계속되는 검찰의 수사가 심장병 환자인 자신에게 너무 가혹해 생명의 위협까지 느꼈다고 말했다. 3차 공판에서 검찰은 2002년 한명숙이 장관 재직 시 곽영욱이 한명숙에게 998만원 상당의 골프채를 선물해주었다는 주장을 펼쳤으나, 재판장은 곽영욱에게 "선물을 건넸다는 날이 수요일인데, 장관이 평일 근무시간에 골프매장에 가서 골프채를 선물 받은 게 이상하지 않느냐"고 물었고, 곽영욱은 "모르겠다"고 답했다. 4차 공판에서 한명숙의 변호인단은 곽영욱 진술의 신빙성을 문제 삼았다. 특히 액수와 관련해, 2009년 11월 9일 3만달러를 줬다고 했다가 11월 19일에는 준 적 없다고 했다가, 나중에는 5만달러로 바뀌게 된 경위를 추궁했다.
2010년 4월 9일, 1심 판결에서 한명숙은 무죄를 선고받았다. 재판부는 곽영욱의 진술의 일관성 부족을 지적하며 "합리적인 의심을 배제할만한 신빙성이 결여"되었다고 판단했고, 검사가 제출한 나머지 증거 역시 이런 의심을 해소하기 불충분했다고 판결했다. 이후 진행된 재판에서도 증인들이 수시로 말을 바꾸고 진술을 번복하면서 증언에 신빙성이 전혀 없는 상황에서 검찰이 기소했다는 지적이 제기되고 있다.
2012년 1월 13일 한명숙은 2심 판결에서도 무죄를 선고받았고 2013년 3월 14일, 최종적으로 대법원에서 무죄 확정 판결을 받았다.

### 정치자금법 위반

#### 1심 판결 무죄
검찰의 별건수사에 의해 한만호 전 한신건영 대표로부터 불법 정치자금 9억4000여만원을 받은 혐의로 기소된 한명숙은 최후진술에서 "검찰의 기소는 서울시장 출마를 막거나 낙선시킬 의도에서 이뤄진 것"이라며 "뇌물혐의 재판에서 무죄판결이 내려지기 하루 전날 정치자금법 족쇄를 채웠고 0.6% 차이로 선거에서 졌기에 결과적으로 검찰의 의도는 성공했다"며 무죄를 주장했다. 이어 "한씨의 돈을 받은 적이 없다. 돈을 받았다는 2007년에는 한씨를 만난 적이 없으며, 인지도가 높은 정치인으로서 국회 회기 중에 운전사도 따돌리고 직접 운전을 해서 1억원의 고액수표를 받았다는 등의 공소사실이 가능한 일인지 상식으로 이해가 되지 않는다"고 강조했다. 또 "2년 전 국민에게 했던 `인생을 그렇게 살아오지 않았습니다'는 말은 지금도 유효하고, 양심의 법정에서 여전히 저는 자유"라며 "재판과정에서 무엇보다 검찰 개혁이 필수적임을 절감했다"고 덧붙였다. 2011년 10월 31일, 1심판결에서 무죄를 받았다. 재판부는 한 전 대표의 검찰 진술에 대해서는 “강압 수사가 없었다고 시인했지만, 진술 동기에 이해 관계가 개입돼 있어 허위 진술 여지가 있다.”고 판단했다. 한만호 전 한신건영 대표가 빼앗긴 회사를 찾으려는 목적으로 검찰에 허위 진술을 했다고 본 것이다. 법정에 와서 ‘돈을 사업 목적으로 다른 사람에게 빌려주거나 개인 용도로 사용했다.’고 바꾼 진술도 믿지 않았다.
재판부는 1. 한 전 총리와 한 전 대표의 친분관계 2. 휴대전화 번호 입력시기 3. 집과 집 근처 도로로 특정된 정치자금 공여 장소 등에 대한 검찰 수사의 객관성 문제를 제기했다. 먼저 3차례에 나눠 집과 집 근처 도로에서 돈을 전달한 장소에 대해 의심이 든다고 밝혔다. 재판부는 “한씨와 한 전 총리는 종친이라는 것, 지역구 사무실의 임대·임차인 사이라는 것, 앞서 한씨의 부친과 식사를 한 번 했다는 수준의 친분인데 집에 직접 찾아가 정치자금을 제공했다는 것에 대해 의문이 든다.”고 말했다. 이어 “거액의 불법 정치자금을 받는 사람이라면 심리적으로 불안했을 것인데 사람들이 지나다니는 도로에서 받는다는 것이 어색하다.”고 해석했다.
결국 2011년 10월 31일, 서울중앙지법 형사합의27부(김우진 판사)는 무죄를 선고한다.

#### 2심 판결 (항소심) 유죄
다시 검찰이 항소를 하여 2013년 9월 16일, 서울고등법원 형사6부(정형식 부장판사)는 한명숙 전 국무총리에게 무죄를 선고한 원심을 깨고 징역 2년과 추징금 8억8천여만원을 선고하였다. 재판부는 "공소사실의 직접증거인 한만호의 검찰진술이 원심에서 번복됐더라도 다른 증거들에 의해 신빙성이 인정된다"며 유죄로 인정했다. 증거로 채택된 한만호 전 한신건영(건설업) 대표의 진술에 대한 신빙성을 인정한 것이다. 다만 1심 판결에서 무죄가 선고된 점, 현직 국회의원인 점 등을 고려해 법정구속하진 않았다.

#### 대법원 징역 2년 유죄 판결
2015년 8월 20일 대법원 전원합의체(주심 이상훈 대법관)는 건설업자 한만호로부터 불법정치자금 9억원을 받은 혐의로 불구속기소된 한명숙 전 총리에 대한 상고심에서 원심 판결대로 징역 2년형을 확정했다. 유죄가 확정돼 한명숙은 의원직을 상실했다. 한명숙 불법정치자금 사건은 기소 5년만에, 대법원 상고심 2년만에 마무리됐다. 한명숙은 서울구치소에 수감된 뒤 수형자 등급에 따른 분류 과정을 거쳐 교도소로 이송된다.

### 동생의 불법정치자금 관련 의혹
한만호에게서 받았다는 자금 중 일부가 그의 동생에게로 흘러들어갔다는 의혹도 제기되었다. 2011년의 재판 과정에서 한명숙의 여동생이 아파트 전세자금으로 사용한 수표 1억원의 출처를 두고 법정에서 치열한 공방이 펼쳐졌다. 검찰은 동생이 전세자금으로 쓴 수표 1억원이 한만호 전 한신건영 대표가 한 전총리에게 건넨 것으로 추정되는 9억여원의 정치자금 중 일부라는 의혹을 제기해 왔다. 한명숙이 수수한 자금 중 일부가 그의 여동생의 전세 자금으로 쓰였다는 것이다.
서울중앙지법 형사합의22부(김우진 부장판사) 심리로 열린 공판 증인으로 출석한 한 전총리의 여동생 한모 씨는 "이사 비용을 마련하기 위해 언니를 통해 서로 알고 지내던 김모(51.여)씨에게 빌렸다가 갚은 돈"이라며 "출처는 알지 못했다"고 주장했다. 여동생 한씨는 "전세자금 때문에 정기 적금을 깨면 손해가 날 것 같다고 말했더니 김씨가 1억원을 잠깐 빌려쓰라고 해 수표를 받게 됐으며 해당 수표가 한신건영의 계열사에서 나온 돈이라는 사실은 나중에 언론 보도를 보고 알았다"고 말했다. 특히 한명숙의 변호인은 한 모씨가 1억원을 수표로 빌리고, 수표로 거슬러주고, 갚을 때도 현금을 수표로 바꿔서 수표로 준 점을 들며 "불법 수수한 현금을 추적하기 쉬운 수표로 바꾸어 사용하는 범죄자가 세상에 어딨냐?"고 주장했다.
검찰은 또 "수십만원의 이자손해가 아까워 정기예금을 해지하지 않고 한 전 총리의 측근인 김모씨에게 전세자금 일부를 빌렸다는 한씨가 평소 자신이 과외 등 아르바이트를 통해 번 돈을 집에 현금으로 모아둔다고 주장하고, 심지어 미국에 체류하는 동안 빈집에 수천만원의 현금을 그대로 보관하기도 했다고 말하는 것은 이해할 수 없다"고 강조했다.
이에 검찰은 당시 적금을 해지했을 경우 발생하는 손해는 단 12만원 뿐이었고(변호인은 이자 손해가 70만원이라고 반박함) 2009년 2월 전 세계약이 이뤄질 당시 한씨의 총 재산이 전세금을 내기에 충분했던 점 등을 들어 1억원을 김씨에게서 빌렸다는 주장을 납득하기 어렵다고 반박했다. 검찰은 또 작년 6월 1억원 수표에 대한 의혹이 언론에 보도된 뒤 한씨가 서울지역 한 은행지점에 찾아가 해당 수표의 사본을 발급받고서 언니인 한 전 총리와 만나 문제를 의논한 경위도 캐물었다.
한씨는 "과외를 통해 벌어들인 돈을 자녀교육비 등으로 쓰고 남는 것은 현금으로 집에 보관해 쌓인 돈이 꽤 많았다"며 "그건 나만의 돈관리 방법일 뿐이고 언니돈을 관리한 적이 전혀 없다"고 맞섰다. 하지만 한씨는 "쌓인 현금을 집 어디에 보관하느냐, 금고가 있느냐, 발행한 수표가 곽영욱 전 대한통운 사장이 발행한 수표와 함께 모 정치인계좌로 함께 입금된 이유는 무엇인가" 등의 검찰추궁에는 증언을 거부했다. 한씨는 "내가 여기 온 이유는 내가 김씨에게 빌려 쓴 1억원권 수표에 대한 언니의 억울함을 풀어주기 위함인데 무슨 범죄혐의가 있는 양 자금원을 대라느니하며 몰아세우는 것은 이해할 수 없다"며 "검사가 계속 쏘아 봐 겁박당하는 것 같아 힘들다"고 말하기도 했다. 한 전 총리의 변호인들은 "향후 거래내역이 드러나는 수표로 돈세탁을 했다는 검찰주장은 이해할 수 없다"고 주장했다. 한명숙의 여동생 한씨는 즉 수표에 대한 의혹이 제기됐다면 1억원을 빌려준 김씨를 찾아가는 것이 자연스런 일인데도 언니를 바로 찾아갔고 이는 한 전 총리에게서 직접 돈을 받은 것이라는 의심을 들게 한다는 것이다.
5월 30일의 재판에서 한명숙의 측근이자 함께 기소된 김 모씨는 한 전 총리 여동생에게 1억원을 빌려준 것은 개인 거래로 한 전 총리는 알지 못했다고 주장했다. 30일 서울중앙지법 형사합의22부(부장판사 김우진) 심리로 열린 한 전 총리의 9억 불법 정치자금 수수 혐의(정치자금법 위반)에 대한 13차 공판에서 김씨는 "한만호씨로부터 3억원을 빌린 것은 개인적 필요에 따른 것"이라고 말했다.
김씨는 "남편이 사업을 확장하고 싶어해 한씨로부터 3억원을 빌려 집에서 보관하고 있었다"면서 "남편이 사업을 확장하지 않게 되면서 장롱에 보관하고 있던 현금 2억원을 돌려줬고 지난해 4월에 이런 사실을 한 전 총리에게 말했다"고 주장했다. 이어 김씨는 "나머지 1억원은 수표로 책상 서랍에 보관하고 있다가 한 전 총리의 여동생에게 빌려줬고 보름이 안 돼 돌려받았다"면서 "이런 사실은 지난해 6월에 한 전 총리에게 말했고 개인 거래였기 때문에 말할 필요성을 느끼지 못했었다"고 덧붙였다. 이에 검찰은 "한 전 총리 여동생은 자신이 빌린 1억원의 출처가 한씨라는 것이 언론에 보도된 이후에도 김씨를 만나거나 연락하지 않았다"면서 "한 전 총리로부터 1억원을 받았기 때문에 김씨와 연락할 필요가 없었던 것"이라고 주장했다.

#### 기타 논란
2011년 5월의 재판에서 한 전 총리 변호인은 공소제기 후 계속되는 검찰의 일방적 수사, 등사요구 거부 등에 대한 문제점을 지적했다. 검찰은 "한 전 총리 동생 등이 어떤 진술을 할지 모르는 상황에서 증언을 탄핵하기 위해서였다."고 주장했다.

#### 말 바꾸기 논란
한명숙 대표는 참여정부 시절 한미 자유무역협정, 제주 해군기지를 적극적으로 추진하던 사람이었다. 그러나 이명박 정부에서는 해당 정책들에 대해 반대하는 행보를 보여 새누리당 등 타 정당들에게 비판을 받았다.

### 태극기 관련 논란
한명숙 전직 국무총리가 2011년 5월 23일에 시행된 노무현 전직 대통령 서거 2주년 추도식에서 태극기를 밟고 올라가 헌화한 사건이 있었다. 이를 두고 국가 상징에 대한 모독이라는 비판을 받았다.

## 역대 선거 결과
|  | 35.90% |

|  | 49.00% |

|  | 43.83% |

|  | 46.83% |

|  | 36.45% |

## 소속 정당
| 소속 정당 | 소속 정당      | 소속 기간 | 비고           |
| --------- | -------------- | --------- | -------------- |
|           | 새정치국민회의 | 1999~2000 | 정계 입문      |
|           | 새천년민주당   | 2000~2003 | 합당           |
|           | 무소속         | 2003      | 탈당           |
|           | 열린우리당     | 2003~2007 | 창당           |
|           | 대통합민주신당 | 2007~2008 | 합당           |
|           | 통합민주당     | 2008      | 합당           |
|           | 민주당         | 2008~2011 | 당명 변경      |
|           | 민주통합당     | 2011~2013 | 합당           |
|           | 민주당         | 2013~2014 | 당명 변경      |
|           | 새정치민주연합 | 2014~2015 | 합당           |
|           | 무소속         | 2015~현재 | 탈당 정계 은퇴 |

## 가족 관계
1967년 24세에 박성준과 결혼하여 아들 박한길을 두고 있다. 박성준은 성공회대학교 NGO 평화학 교수로, 현재 서울 통인동의 길담서원을 운영하고 있으며 한명숙과 함께 1968년 통일혁명당 사건과 관련, 실형을 선고받았었다. 당시 박 씨는 1심에서 징역 15년, 자격정지 15년을 선고받고 이듬해 대법원에서 刑이 확정됐다. 검찰은 박성준씨에게 국가보안법 위반, 내란음모, 반공법 위반죄를 적용했다. 韓 씨는 징역 1년, 집행유예 1년, 자격정지 1년 형을 받았다.
- 배우자: 박성준 (1940년 ~ )
  - 아들: 박한길 (1982년 ~ )
- 아버지
- 어머니
  - 여동생: 한선숙[96]

## 같이 보기
- 한국기독교장로회
- 한백교회
- 대한민국 제16대 국회의원 선거 새천년민주당 후보 목록#비례대표
- 고양시 일산구 갑
- 고양시 일산서구의 국회의원
- 대한민국 제19대 국회의원 선거 민주통합당 후보 목록#비례대표
- 대한민국의 국무총리
- 대한민국의 여성가족부 장관
- 대한민국의 환경부 장관